# SMS Admiral Spaun
SMS Admiral Spaun – austro-węgierski krążownik zwiadowczy z okresu I wojny światowej. Był pierwszym austro-węgierskim okrętem wyposażonym w turbiny parowe. Krążownik miał wyporność 4007 ton i osiągał prędkość 27 węzłów, a jego główne uzbrojenie stanowiło siedem dział kalibru 100 mm. Zwodowany 30 października 1909 roku w stoczni Marinearsenal w Poli, został przyjęty do służby w Kaiserliche und Königliche Kriegsmarine 15 listopada 1910 roku. Nazwę otrzymał na cześć dowódcy austro-węgierskiej floty od 1897 do 1904 roku – admirała Hermanna von Spauna.
W momencie wejścia do służby „Admiral Spaun” był uznawany za jeden z najlepszych na świecie w swojej klasie. Okręt wziął czynny udział w działaniach wojennych na Adriatyku, uczestnicząc m.in. w operacji bombardowania Ankony. W obliczu upadku Monarchii Austro-Węgierskiej 31 października 1918 roku krążownik został przekazany nowo powstałemu Państwu Słoweńców, Chorwatów i Serbów, lecz decyzja ta nie została uznana przez zwycięskie mocarstwa i okręt został przejęty przez Włochów. Jesienią 1920 roku w wyniku podziału floty austro-węgierskiej „Admiral Spaun” został przekazany Wielkiej Brytanii, po czym sprzedany włoskiej stoczni złomowej i rozebrany w 1922 roku.
Doświadczenia z jego eksploatacji stały się podstawą do opracowania okrętów typu Novara (nazywanych także ulepszonym typem Admiral Spaun).

## Historia powstania
W wielkim programie rozbudowy floty austro-węgierskiej autorstwa wiceadmirała Maximiliana von Sternecka z 1884 roku znalazły się, prócz okrętów pancernych, także szybkie krążowniki, których zadaniem miało być prowadzenie rozpoznania, ochrona torpedowców, reprezentowanie bandery na świecie i uczestnictwo w wyprawach i ekspedycjach naukowych. Parlamenty austriacki i węgierski corocznie zmniejszały jednak fundusze na rozbudowę floty i w rezultacie w latach 1885–1890 na budowę i wyposażenie nowych okrętów otrzymano zaledwie 19,7 mln forintów (całość budżetu floty wyniosła w tych latach 70,9 mln forintów). Po 1891 roku nastąpiło dalsze ograniczanie budżetu marynarki, co spowodowało zastój w jej rozwoju. Mimo to do końca XIX wieku do służby trafiły m.in. pancerniki obrony wybrzeża „Kronprinz Erzherzog Rudolf”, „Kronprinzessin Erzherzogin Stephanie”, „Budapest”, „Monarch” i „Wien”, krążowniki pancerne „Kaiserin und Königin Maria Theresia” i „Kaiser Karl VI”, krążowniki pancernopokładowe „Panther”, „Leopard”, „Tiger”, „Kaiser Franz Joseph I”, „Kaiserin Elisabeth”, „Aspern”, „Szigetvár” i „Zenta”, siedem kanonierek torpedowych i kilkadziesiąt torpedowców.
5 grudnia 1897 roku nowym dowódcą marynarki został wiceadmirał Hermann von Spaun, który otrzymał pożyczkę od komisji budżetowej na rozbudowę floty w wysokości 121,5 mln koron. Dzięki tym funduszom powstały pancerniki „Habsburg”, „Árpád” i „Babenberg” oraz „Erzherzog Karl”, „Erzherzog Friedrich” i „Erzherzog Ferdinand Max”, a także krążownik pancerny „Sankt Georg”. Wkrótce jednak minister wojny Heinrich von Pitreich nakazał marynarce spłatę pożyczki w rocznych ratach wynoszących 25 mln koron (połowę rocznego budżetu floty), co spowodowało w 1904 roku podanie się von Spauna do dymisji, mimo osobistej mediacji cesarza Franciszka Józefa I.
Następcą Spauna na stanowisku dowódcy Kaiserliche und Königliche Kriegsmarine został wiceadmirał Rudolf Montecuccoli. Lata jego rządów przypadły na wyścig zbrojeń morskich między mocarstwami europejskimi, spowodowany m.in. zbudowaniem przez Wielką Brytanię pierwszego pancernika z artylerią główną ujednoliconego kalibru i napędzanego turbinami parowymi – HMS „Dreadnought”. Budowa przez Royal Navy nowoczesnych drednotów, krążowników liniowych, niszczycieli i krążowników zwiadowczych znalazła licznych naśladowców, wśród których nie zabrakło k.u.k. Kriegsmarine. Owocem było nie tylko powstanie pierwszych austro-węgierskich drednotów typu Tegetthoff, ale także nowoczesnych krążowników lekkich o napędzie turbinowym, klasyfikowanych oryginalnie jako szybkie krążowniki (niem. Rapidkreuzer).

## Projekt i budowa
1 maja 1906 roku Komitet Techniki Morskiej marynarki (niem. Marinetechnisches Komitee der k.u.k. Kriegsmarine) w Poli na zamówienie Sekcji Marynarki Wojennej w Wiedniu rozpoczął proces projektowania szybkiego krążownika zwiadowczego o wyporności konstrukcyjnej 3500 ton, mającego rozwijać większą prędkość od będących w użytkowaniu lub dopiero budowanych współczesnych jednostek tej klasy (m.in. brytyjskich krążowników typu Adventure i Forward, niemieckich typu Dresden czy amerykańskiego USS „Chester”). Do napędu jednostki konstruktorzy wybrali reakcyjne turbiny parowe napędu bezpośredniego systemu Parsonsa, przewidując montaż aż sześciu ich zespołów: dwóch wysokoprężnych, napędzających zewnętrzne linie wałów zakończone śrubami, oraz dwóch niskoprężnych i dwóch marszowych, obracających dwie śruby wewnętrzne. Masa tak zestawionego układu napędowego była wysoka (choć i tak niższa niż stosowanych powszechnie do napędu okrętów pionowych maszyn parowych potrójnego rozprężania), co uniemożliwiło instalację większej liczby dział artylerii głównej. Innowacją w stosunku do budowanych ówcześnie krążowników rozpoznawczych był system opancerzenia, zrywający z dotychczasową ideą wyposażania jednostek tej klasy jedynie w wypukły pokład pancerny – okręt miał otrzymać pas pancerza burtowego, uzupełnionego przez pokład pancerny. Układ taki stał się standardem dla nowej klasy okrętów – krążowników lekkich, których jednym z pierwszych reprezentantów był austro-węgierski Rapidkreuzer. Głównym uzbrojeniem krążownika miały być szybkostrzelne działa kalibru 100 mm, co wobec faktu instalowania na pokładach zagranicznych jednostek tej klasy armat kalibru 76, 102 i 105 mm, uznano za wystarczające. Kadłub jednostki został zaprojektowany przez stocznię STT w Trieście. 1 lutego 1907 roku Komitet Techniki Morskiej rozpoczął tworzenie planów okrętu, a 18 lipca wydano zezwolenie na zbudowanie turbiny mającej napędzać krążownik. Jednostka otrzymała tymczasową nazwę „Kreuzer F” względnie „Ersatz Zara” (zamiennik starego krążownika torpedowego SMS „Zara”).
Krążownik zbudowany został w stoczni Marinearsenal w Poli z wykorzystaniem pochylni, na której powstał wcześniej kadłub krążownika pancernego „Sankt Georg”. Stępkę okrętu położono 30 maja 1908 roku, a jego kadłub zwodowany został 30 października 1909 roku – z zainstalowanymi kotłami, ale bez turbin i pancerza burtowego. Nazwa jednostki – „Admiral Spaun” – została nadana na cześć żyjącego jeszcze dowódcy austro-węgierskiej floty od 1897 do 1904 roku – admirała Hermanna von Spauna, co stanowiło wyjątek w zasadach nazewnictwa okrętów austro-węgierskich. Koszt budowy jednostki wyniósł 10 400 400 koron.
Podczas prób morskich 2 marca 1910 roku okręt osiągnął prędkość 26,4 węzła przy mocy 21 500 KM, a 6 sierpnia osiągnięto prędkość 26,3 węzła przy mocy 20 600 KM przy 497 obr./min, zaś przy przeciążeniu maszyn do 25 130 KM (przy 528 obr./min) osiągnięto prędkość 27,07 węzła.

## Dane taktyczno-techniczne

### Charakterystyka ogólna
„Admiral Spaun” był zbudowanym ze stali krążownikiem o bardzo długim, ukształtowanym do osiągania wysokiej prędkości kadłubie z podwyższonym pokładem dziobowym (współczynnik długości do szerokości wynosił 10:1). Stewa dziobowa miała kształt prosty z niewielkim występem, a w części podwodnej zainstalowano po obu stronach długie stępki przechyłowe. Poszycie burtowe miało zróżnicowaną ze względu na oszczędności tonażowe grubość, która wynosiła od 14 mm w najniżej położonym pasie do 9 mm na górze; ściany boczne nadbudówki dziobowej miały grubość 7 mm. Nadbudówki były niewielkie: dziobową stanowiło opancerzone stanowisko dowodzenia i pomost bojowy, a rufową szyb maszynowni ze świetlikami, zapasowe stanowisko dowodzenia i platforma z reflektorami. Na okręcie zainstalowano dwa wysokie i odchylone do tyłu maszty; na umieszczonym za pomostem maszcie dziobowym znajdowało się bocianie gniazdo.
Okręt miał długość całkowitą wynoszącą 130,64 metra (125,2 metra między pionami i 129,65 metra na linii wodnej), maksymalną szerokość 12,79 metra i maksymalne zanurzenie 5,29 metra. Wyporność normalna wynosiła 3438 ton (3383,85 ts), a pełna 4007 ton (3943,38 ts).
Załoga okrętu składała się 327 oficerów, podoficerów i marynarzy. Załoga rezerwowa składała się z 11 oficerów i 181 podoficerów i marynarzy, załoga alarmowa liczyła pięciu oficerów i 80 marynarzy, a podczas przebywania okrętu w rezerwie obsadzony był przez trzech oficerów oraz 39 marynarzy. Pomieszczenia oficerskie znajdowały się na rufie, a marynarskie wewnątrz nadbudówki dziobowej, gdzie także znajdował się kambuz; pod pokładem znalazło się miejsce dla lazaretu.

### Urządzenia napędowe
Okręt był napędzany sześcioma turbinami parowymi Parsonsa, wyprodukowanymi na licencji w stoczni STT w Trieście, pracującymi na cztery linie wałów zakończonych trójłopatowymi śrubami napędowymi o średnicy 2,1 metra, wykonanymi z brązu manganowego. Dwie turbiny wysokoprężne sprzęgnięte były z wałami zewnętrznymi, natomiast dwie turbiny niskoprężne i dwie marszowe połączone były z wałami wewnętrznymi (i tylko wały wewnętrzne przystosowane były do biegu wstecznego). Parę dostarczało 16 opalanych węglem kotłów wodnorurkowych Yarrow z 44 paleniskami, rozmieszczonych w czterech kotłowniach. W kotłowni dziobowej zainstalowane były kotły z ośmioma paleniskami, a w trzech kotłowniach rufowych kotły miały po 12 palenisk. Maszyny osiągały łączną maksymalną moc 25 130 KM, co pozwalało na osiągnięcie prędkości maksymalnej 27 węzłów. Spaliny odprowadzane były do czterech wąskich i wysokich, pochylonych w kierunku rufy kominów, z których przedni był nieco węższy od pozostałych. Zasobnie o powierzchni 925 m² mieściły 786 ton węgla (lub 648 ton brykietów), co zapewniało zasięg 1600 Mm przy prędkości 24 węzłów . Na rufie znajdował się pojedynczy, półzrównoważony ster, o maksymalnym kącie wychylenia 30°.

### Uzbrojenie
Główną bronią artyleryjską krążownika było siedem pojedynczych dział kalibru 100 mm K 10 L/50 produkcji zakładów Škoda, osłoniętych maskami. Dwa znajdowały się na podwyższonym pokładzie dziobowym, obok siebie, cztery umieszczono na śródokręciu (po dwa z każdej burty), a jedno zainstalowano na pokładzie rufowym. Masa działa z zamkiem wynosiła 2120 kg, a wraz z maską pancerną 6900 kg. Kąt podniesienia lufy wynosił od -4° do +14°. Działa wykorzystywały naboje scalone o masie 25,8 kg (pocisk ważył 13,75 kg, a ładunek prochowy M/97f 6,2 kg). Maksymalna donośność wystrzeliwanego z prędkością początkową 880 m/s pocisku wynosiła 10 000 metrów, a szybkostrzelność 20–25 strzałów na minutę. Łączny zapas amunicji kalibru 100 mm wynosił 1400 sztuk. Kierowanie ogniem odbywało się z wykorzystaniem elektrycznego przesyłu danych odległości od celu, bębna odczytu kątów pionowych oraz automatycznego przesuwu celownika lunetowego przy określaniu kąta wyprzedzenia.
Na pokładzie okrętu przewożono też przenośną armijną, szybkostrzelną armatę kalibru 47 mm Škoda SFK L/44 z zapasem 400 pocisków, która przeznaczona była do ewentualnego wsparcia desantu, a także karabin maszynowy kalibru 8 mm M 01 (z zapasem 4000 sztuk amunicji).
Broń torpedową stanowiły umieszczone po obu stronach czwartego komina dwie pojedyncze obracalne w zakresie 140° wyrzutnie kalibru 450 mm, z łącznym zapasem sześciu torped. Pokład przystosowany też był do montażu torów minowych, na których mogło się znaleźć maksymalnie 60 min.

### Opancerzenie
Głównym elementem opancerzenia okrętu był pas burtowy o grubości 60 mm, rozciągający się na śródokręciu między dziobowym i rufowym stanowiskiem dowodzenia, zamknięty na obu końcach poprzecznymi grodziami o grubości 50 mm. Pas o wysokości około 2,5 m chronił kotłownie i maszynownie, sięgając na około 0,6 m poniżej linii wodnej. Wewnętrzny pokład pancerny, położony na wysokości górnej krawędzi pasa pancernego, a w części dziobowej i rufowej pod linią wodną, miał grubość 20 mm. Stanowisko dowodzenia, urządzenia sterowe i szyby amunicyjne chronione były pancerzem o grubości 50 mm. Maski dział głównego kalibru osłonięte były od czoła pancerzem o grubości 40 mm, a po bokach i od góry 8 mm. Stal pancerna została wyprodukowana przez zakłady z czeskich Witkowic.

### Wyposażenie
Na pokładzie okrętu zamontowano trzy reflektory firmy Schuckert o średnicy lustra 90 cm i mocy 9 kW oraz trzy o średnicy 40 cm. Do nocnej sygnalizacji optycznej służyły wielobarwne latarnie Sellnera. Wyposażenie radiowe stanowiła stacja radiotelegraficzna o mocy 5 kW, składająca się z nadajnika Siemens & Halske 5 TVZ, odbiornika pionowego VE 2 i wariometru. Do komunikacji podczas pobytu w portach służyła radiostacja portowa HS.
Okręt wyposażony był w dwie kotwice Tyszaka o masie po 3,5 tony, umieszczone w kluzach po obu stronach burt; jako rezerwowe przewożono dwie kotwice admiralicji o masie 300 i 600 kg. Jako środki ratownicze i komunikacyjne okręt miał na wyposażeniu dwie motorówki, barkas żaglowy, kuter ratowniczy, gig oraz dwa jole, zawieszone na żurawikach poza kadłubem.

## Służba

### Okres przed I wojną światową

„Admiral Spaun” po 1910 roku

SMS „Admiral Spaun” został przyjęty do służby w Kaiserliche und Königliche Kriegsmarine 15 listopada 1910 roku. 27 stycznia 1911 roku podczas prób napędu stwierdzono, że okręt może poruszać się z prędkością 23,95 węzła przy generowanej przez siłownię mocy 14 630 KM. W dniach 28 lutego – 2 maja „Admiral Spaun” wraz z pancernikami „Radetzky” i dwoma typu Erzherzog Karl, krążownikiem „Kaiserin und Königin Maria Theresia” i dwoma niszczycielami odbył rejs na wody Lewantu. Okręty wyruszyły z Teodo i zawijając do portów w Argostoli, Velos, Salonikach, Kawali, Izmirze i Gallipoli 4 kwietnia dotarły do Konstantynopola, skąd po czterodniowym pobycie powróciły na Adriatyk, odwiedzając powtórnie Izmir oraz Zante i Korfu. 20 maja krążownik został jednostką flagową flotylli torpedowej. 24 czerwca okręt asystował przy wodowaniu pancernika „Viribus Unitis”, a 23 sierpnia uczestniczył w manewrach floty austro-węgierskiej u wybrzeży Dalmacji. Następnie jednostka została w Poli poddana przeróbkom systemu wentylacji.
Od 19 do 22 marca 1912 roku krążownik wziął udział w Trieście w uroczystościach związanych z wodowaniem pancernika „Tegetthoff”, a 26 marca uczestniczył w powitaniu cesarza niemieckiego Wilhelma II. 17 maja na redzie Poli przy sztormowej pogodzie „Admiral Spaun” zderzył się z niszczycielem „Scharfschütze”, uszkadzając śrubę. Po wybuchu I wojny bałkańskiej, po zaokrętowaniu na pokład oddziału desantowego 5 listopada „Admiral Spaun” wyszedł z Poli, udając się wraz z pancernikami „Erzherzog Franz Ferdinand”, „Radetzky” i „Zrínyi” oraz krążownikiem „Aspern” i niszczycielami „Wildfang” i „Uskoke” do Konstantynopola, by zabezpieczyć budynek ambasady i chronić obywateli Austro-Węgier przebywających w stolicy Imperium Osmańskiego (okręty przebywały tam od 11 do 19 listopada, a następnie via San Stefano 28 listopada powróciły do Fasany). 3 grudnia jednostkę włączono do 1. Dywizjonu Krążowników.
21 marca 1913 roku okręt wziął udział u wybrzeży Czarnogóry w demonstracji siły Ligi Bałkańskiej, a w połowie czerwca uczestniczył w blokadzie ujścia rzeki Bojana. 21 czerwca krążownik stacjonował w Durazzo, a 7 sierpnia powrócił na wody Zatoki Kotorskiej.
5 marca 1914 roku „Admiral Spaun” towarzyszył eskadrze brytyjskich okrętów, która odwiedziła Triest. Spodziewając się rychłego rozpoczęcia wojny z Serbią, 24 lipca krążownik wraz z niszczycielami „Streiter”, „Ulan” i „Uskoke” oraz torpedowcami Tb 61T, Tb 66F i Tb 68F został przebazowany do Cattaro.

### I wojna światowa

#### 1914
W momencie wybuchu wojny SMS „Admiral Spaun” był okrętem flagowym stacjonującej w Cattaro 2. Flotylli Torpedowej, pod dowództwem kpt. mar. (niem. Linieschiffsleutnant) Benno von Millenkovicha. Tworzyły ją 4. dywizjon („Huszár”, „Streiter”, „Turul”, „Ulan”, „Uskoke” i „Wildfang”), 5. dywizjon (Tb 55T, Tb 61T, Tb 64F, Tb 65F, Tb 66F, Tb 68F, Tb 69F, Tb 70F i Tb 72F) oraz 6. dywizjon (Tb 52T, Tb 57T, Tb 58T, Tb 59T, Tb 60T, Tb 62T, Tb 63T, Tb 67F i Tb 71F). 7 sierpnia 1914 roku o 9:00 krążownik na czele 1. dywizjonu wraz z resztą floty (pancerniki z 1. i 2. Dywizjonu, krążownik pancerny „Sankt Georg”, sześć niszczycieli i 13 torpedowców) wyszedł w morze w celu osłony ucieczki niemieckich krążowników SMS „Goeben” i SMS „Breslau”, które próbowały uciec okrętom brytyjskim i francuskim do portów austro-węgierskich lub tureckich. Kiedy austro-węgierska flota była na wysokości Spalato, dotarła do nich wiadomość o przedostaniu się niemieckiej eskadry na Morze Egejskie i okręty zawróciły do baz. W następnych miesiącach okręt patrolował wody nieopodal półwyspu Istria; 21 listopada został skierowany pod Sibenning, trzy dni później pod Lissę, a 25 listopada operował nieopodal Spalato. 8 grudnia krążownik znów udał się pod Lissę w poszukiwaniu okrętów francuskich, jednak wobec braku kontaktu powrócił 11 grudnia do Poli.

#### 1915
6 stycznia 1915 roku krążownik został wysłany w rejon Lussino, a nazajutrz na czele 2. Flotylli Torpedowej wziął udział w akcji poszukiwania min wokół Sibenninga. 30 marca okręt został poddany modernizacji uzbrojenia torpedowego – zdemontowano obie pojedyncze wyrzutnie kalibru 450 mm, instalując w zamian po obu stronach trzeciego i czwartego komina cztery podwójne aparaty dla torped kalibru 533 mm.
26 kwietnia Włochy podpisały traktat z Ententą, co zwiastowało nieodległe przystąpienie tego państwa do wojny przeciw państwom centralnym. Dowódca floty austro-węgierskiej, admirał Anton Haus rozpoczął przygotowania do operacji ostrzelania włoskich portów, by w ten sposób opóźnić przerzut na front wojsk włoskich nadbrzeżnymi liniami kolejowymi. Aby nie dać się zaskoczyć okrętom Regia Marina, w połowie maja na środkowy Adriatyk zostały wysłane trzy grupy rozpoznawcze, składające się z krążowników i niszczycieli. Jedną z grup tworzył „Admiral Spaun” z niszczycielami „Streiter”, „Ulan”, „Uskoke” i „Wildfang”, które zajęły pozycje w rejonie wysp Pelagosa i Cazziola. Po wypowiedzeniu wojny Austro-Węgrom przez Królestwo Włoch 23 maja o godzinie 16:00, o 20:00 w morze wyszło duże zgrupowanie okrętów k.u.k. Kriegsmarine, składające się z 11 pancerników, czterech niszczycieli i 20 torpedowców. Głównym celem admirała Hausa było zbombardowanie Ankony, ważnego portu i węzła kolejowego. Dzięki zaskoczeniu wroga 24 maja po północy „Admiral Spaun” i niszczyciele mogły opuścić pozycję dozoru i same zaatakować: od godziny 4:00 ostrzelały most kolejowy w Termoli, dworzec w Campomarino, a później stację semaforową na Wyspach Tremiti, po czym nie niepokojone powróciły do bazy.
1 czerwca okręt osłaniał operację stawiania zagrody minowej nieopodal Triestu, a 12 czerwca na pokładzie jednostki gościł następca tronu, arcyksiążę Karol Franciszek Józef. Po południu 17 czerwca zespół okrętów k.u.k. Kriegsmarine (krążowniki „Admiral Spaun” i „Novara”, niszczyciele „„Scharfschütze””, „Ulan”, „Uskoke” i „Wildfang” oraz torpedowce Tb 55T, Tb 68F, Tb 70F i Tb 72F) odbył wypad w okolice Wenecji, zabezpieczając dokonany rankiem 18 czerwca przez krążowniki „Sankt Georg” i „Szigetvár” ostrzał infrastruktury kolejowej i komunikacyjnej oraz obiektów wojskowych w Rimini, Fano i Pesaro. W dniach 20, 21 i 24 czerwca jednostki 2. Flotylli Torpedowej pod osłoną okrętu flagowego wzięły udział w akcji neutralizacji rozległej zagrody minowej, wykrytej 18 czerwca u wybrzeży Istrii przez zespół krążownika „Novara”. 27 lipca okręty austro-węgierskie uczestniczyły w kolejnym ofensywnym wypadzie na włoskie wybrzeże, a tym razem prócz „Admirala Spauna” i „Novary” wzięły w niej udział niszczyciele „Uskoke” i „Scharfschütze” oraz torpedowce Tb 75T, Tb 76T i Tb 79T. „Admiral Spaun”, „Uskoke” i Tb 79T zniszczyły ogniem artyleryjskim stojące na stacji kolejowej Fano pociągi oraz uszkodziły dwa mosty.

#### 1916
3 kwietnia 1916 roku wracający z rejsu bojowego z dużą prędkością krążownik wszedł w pobliżu wyspy Porer na nieoznaczoną podwodną skałę, w wyniku czego stracił ster i doznał uszkodzenia kadłuba (wgniecionych zostało 36 wręg). W trakcie remontu okręt otrzymał nowy ster, a odzyskany potem oryginalny został złożony w magazynie arsenału w Poli. 18 maja „Admiral Spaun” wraz z niszczycielami „Réka”, „Scharfschütze” i „Velebit” wziął udział w operacji ubezpieczenia misji austro-węgierskich samolotów, podobnie jak w nocy z 24 na 25 maja (tym razem z torpedowcami Tb 68F i Tb 72F). W 1916 roku na pokładzie rufowym zainstalowano pojedyncze działo przeciwlotnicze kalibru 66 mm Škoda K 10 L/50 BAG (niem. Ballon-Abwehr Geschutze), a także zamontowany na podstawie przeciwlotniczej ciężki karabin maszynowy Schwarzlose M.7/12 kalibru 8 mm.

#### 1917
W 1917 roku powstały plany zwiększenia siły ognia jednostki poprzez wymianę pary dziobowych i rufowego działa kalibru 100 mm na pojedyncze działa kalibru 150 mm, jednak zamiaru nie zrealizowano. 15 marca nieopodal Fasany krążownik zderzył się z płynącym na głębokości peryskopowej okrętem podwodnym U-20, który oprócz poważnego uszkodzenia kiosku stracił w kolizji działo pokładowe. 20 marca okręt, dowodzony wtedy przez kmdra por. (niem. Fregattenkapitän) Maximiliana Hilschera, został ponownie jednostką flagową 2. Flotylli Torpedowej. 20 października jednostka była wizytowana przez cesarza Karola I. 25 października „Admiral Spaun” i torpedowce Tb 87F, Tb 92F, Tb 94F, Tb 98M, Tb 99M i Tb 100M wysadziły desant w Punta Sdobba koło Monfalcone, który miał dać wsparcie saperom budującym most na rzece Isonzo. 30 października krążownik miał wziąć udział w operacji desantowej mającej na celu zdobycie Grado, jednak została ona odwołana z powodu niesprzyjającej pogody (miasto zostało nazajutrz zajęte przez wojska lądowe). 16 listopada okręt, którym dowodził kmdr Janko Vuković Podkapelski, wszedł po raz drugi w swojej karierze na nieoznaczoną podwodną skałę i uszkodził ster (podczas naprawy zamontowano mu oryginalny, wzięty z magazynu w Poli). 28 listopada krążownik osłaniał odwrót zespołu niszczycieli i torpedowców („Dukla”, „Huszár”, „Streiter”, Tb 82F, Tb 87F, Tb 89F i Tb 95F), wracającego po przeprowadzonym ostrzale włoskiego wybrzeża między Rimini a Porto Corsini pod Rawenną. 19 grudnia „Admiral Spaun”, jako okręt flagowy kmdra Vukovicia Podkapelskiego, na czele zespołu składającego się z pancerników „Árpád” i „Budapest”, niszczycieli „Triglav”, „Lika”, „Dukla”, „Turul”, „Scharfschütze” i „Streiter” oraz 21 torpedowców wziął udział w ostrzale baterii ciężkich dział włoskich pod Cortellazzo.

#### 1918
Przez pierwsze pięć miesięcy 1918 roku okręt stacjonował w Poli. 8 czerwca „Admiral Spaun” przeszedł do Gjenovic, by wziąć udział w zaplanowanej przez nowego dowódcę floty kontradmirała Miklósa Horthyego wielkiej operacji floty skierowanej przeciw blokadzie Cieśniny Otranto. Krążownik wraz z półbliźniaczą „Saidą” i czterema torpedowcami tworzył Grupę Zaczepną B (niem. Angriffsgruppe), której zadaniem miało być zniszczenie zagrody stałej w cieśninie. 10 czerwca, po stracie pancernika „Szent István”, całą operację odwołano, a „Admiral Spaun” 12 czerwca powrócił do Poli. 21 sierpnia okręt wziął udział w operacji ubezpieczenia trasy przelotu własnych samolotów.
30 października, w obliczu upadku Monarchii Austro-Węgierskiej, cesarz Karol I wydał dekret o przekazaniu okrętów, zakładów i majątku marynarki Radzie Narodowej nowo powstałego Państwa Słoweńców, Chorwatów i Serbów. Następnego dnia dowódca krążownika, kmdr por. Franz Morin wykonał rozkaz, a 1 listopada o godzinie 8:00 na jednostce po raz ostatni opuszczono banderę k.u.k. Kriegsmarine. Decyzja ta nie została jednak uznana przez zwycięskie mocarstwa i byłe okręty marynarki austro-węgierskiej zostały przejęte przez Włochów, którzy 5 listopada zajęli bazę w Poli.

### Po I wojnie światowej
19 marca 1919 roku „Admiral Spaun” przeszedł do Wenecji, gdzie był eksponowany na wystawie włoskich zdobyczy wojennych. 10 września 1919 roku w Saint-Germain-en-Laye został podpisany traktat pokojowy między Austrią a państwami Ententy, w myśl którego wszystkie okręty byłej marynarki Monarchii Habsburskiej miały być wydane aliantom, według stanu na dzień 3 listopada 1918 roku. W wyniku dokonanego jesienią 1920 roku przez Międzysojuszniczą Komisję Morską Ententy podziału floty austro-węgierskiej krążownik przypadł Wielkiej Brytanii. Okręt nigdy nie wszedł do służby w Royal Navy, a został sprzedany przez Brytyjczyków w 1920 roku włoskiej stoczni złomowej w Wenecji. Jednostka została złomowana w 1922 roku.

## Ocena
Choć projekt „Admirala Spauna” oparty był w dużej mierze na konstrukcji brytyjskich krążowników zwiadowczych z pierwszego dziesięciolecia XX wieku, okręt był innowacyjny i może być uznany za pierwszy na świecie nowoczesny krążownik lekki. W momencie wejścia do służby „Admiral Spaun” był uznawany za jeden z najlepszych w swojej klasie, górując nad konkurentami systemem opancerzenia i wysoką prędkością wynoszącą 27 węzłów. Był też pierwszym okrętem austro-węgierskim napędzanym turbinami parowymi. W porównaniu do swych brytyjskich i niemieckich odpowiedników był słabiej uzbrojony, jednak dopiero powstanie kilka lat później okrętów typu Magdeburg czy Arethusa spowodowało wcielenie do wiodących flot okrętów podobnie opancerzonych i tak samo szybkich jak austro-węgierski krążownik. Z racji eksperymentalnego i skomplikowanego napędu okręt nękały liczne problemy z siłownią, co ograniczało efektywność krążownika podczas działań wojennych. Doświadczenia z jego eksploatacji stały się podstawą do opracowania okrętów typu Novara (nazywanych także ulepszonym typem Admiral Spaun).